# Ford Galaxie
De Ford Galaxie is een automodel van de Amerikaanse autobouwer Ford. De auto is in vier generaties op de markt gekomen. De voorloper van de Galaxie was de Ford Fairlane Galaxie uit 1959, die eigenlijk een hardtop cabrio was. Pas in 1960 werd het een type op zich zelf.

## Fotogalerij

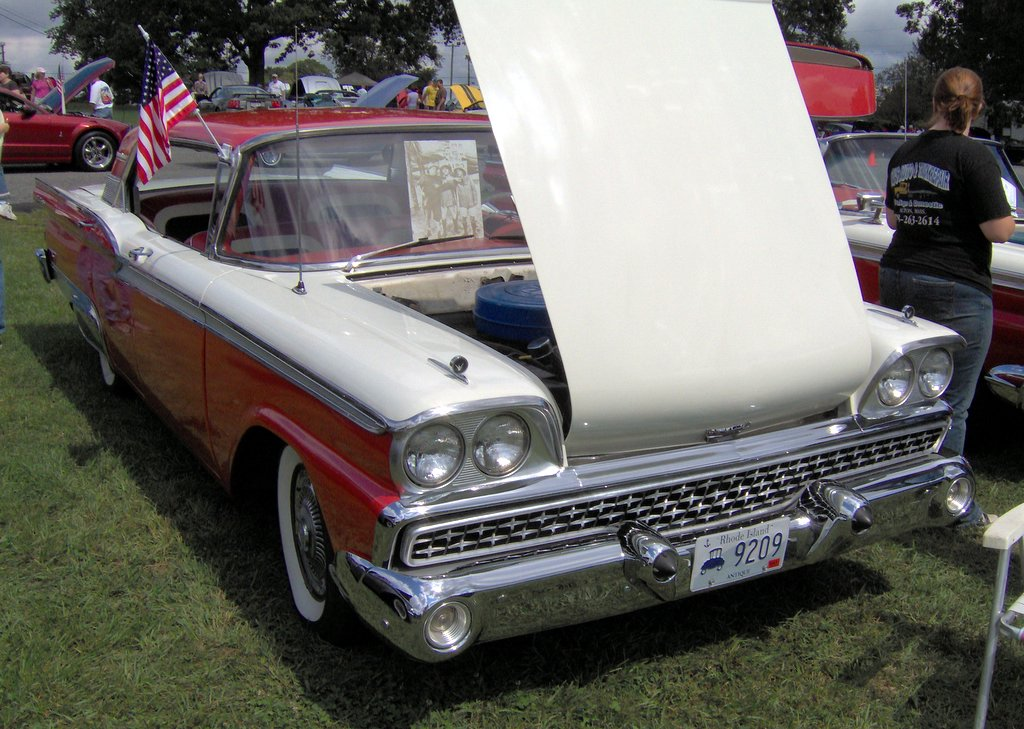
Club Victoria uit 1959.
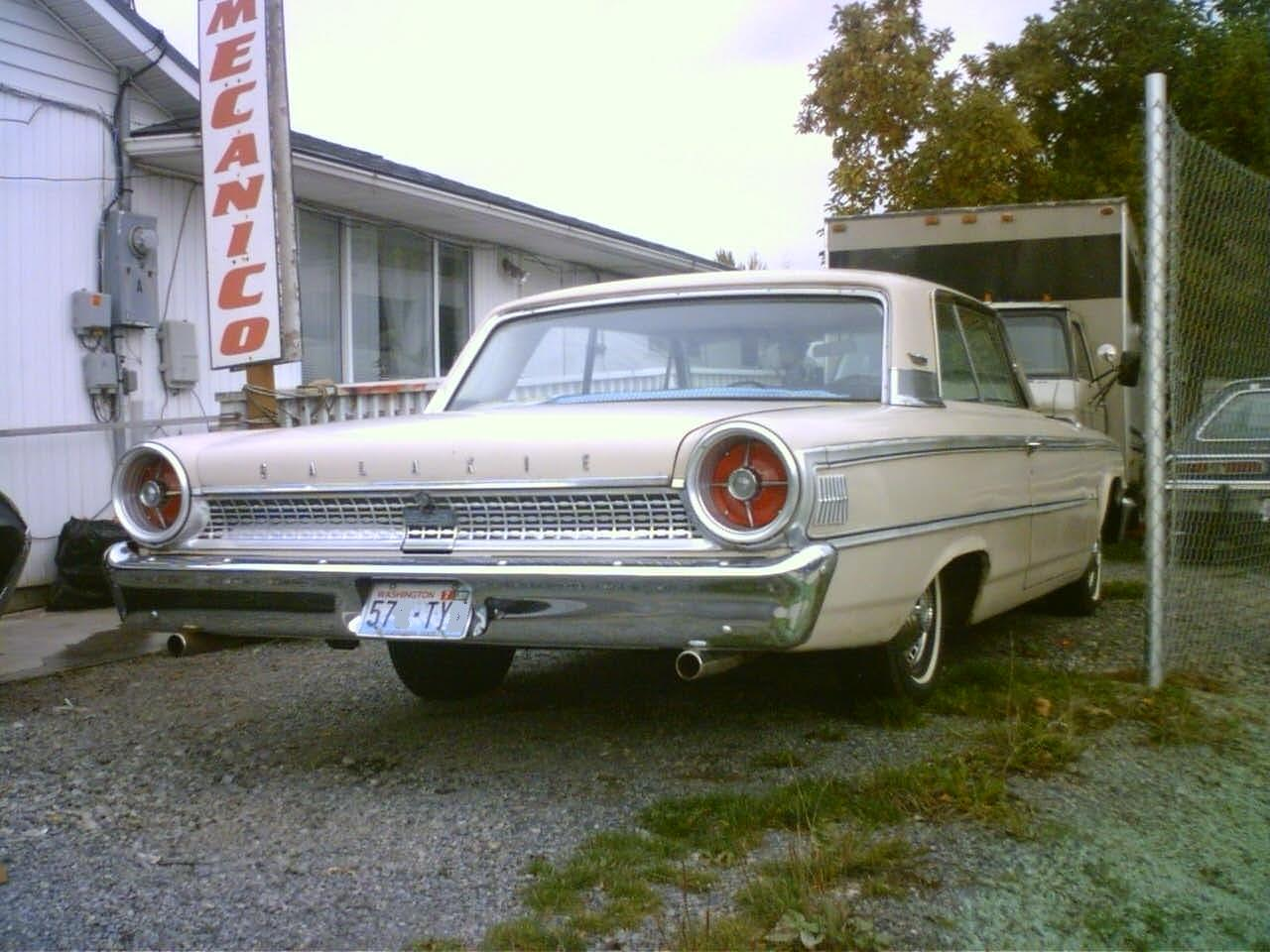
Ford Galaxie 500 uit 1963.
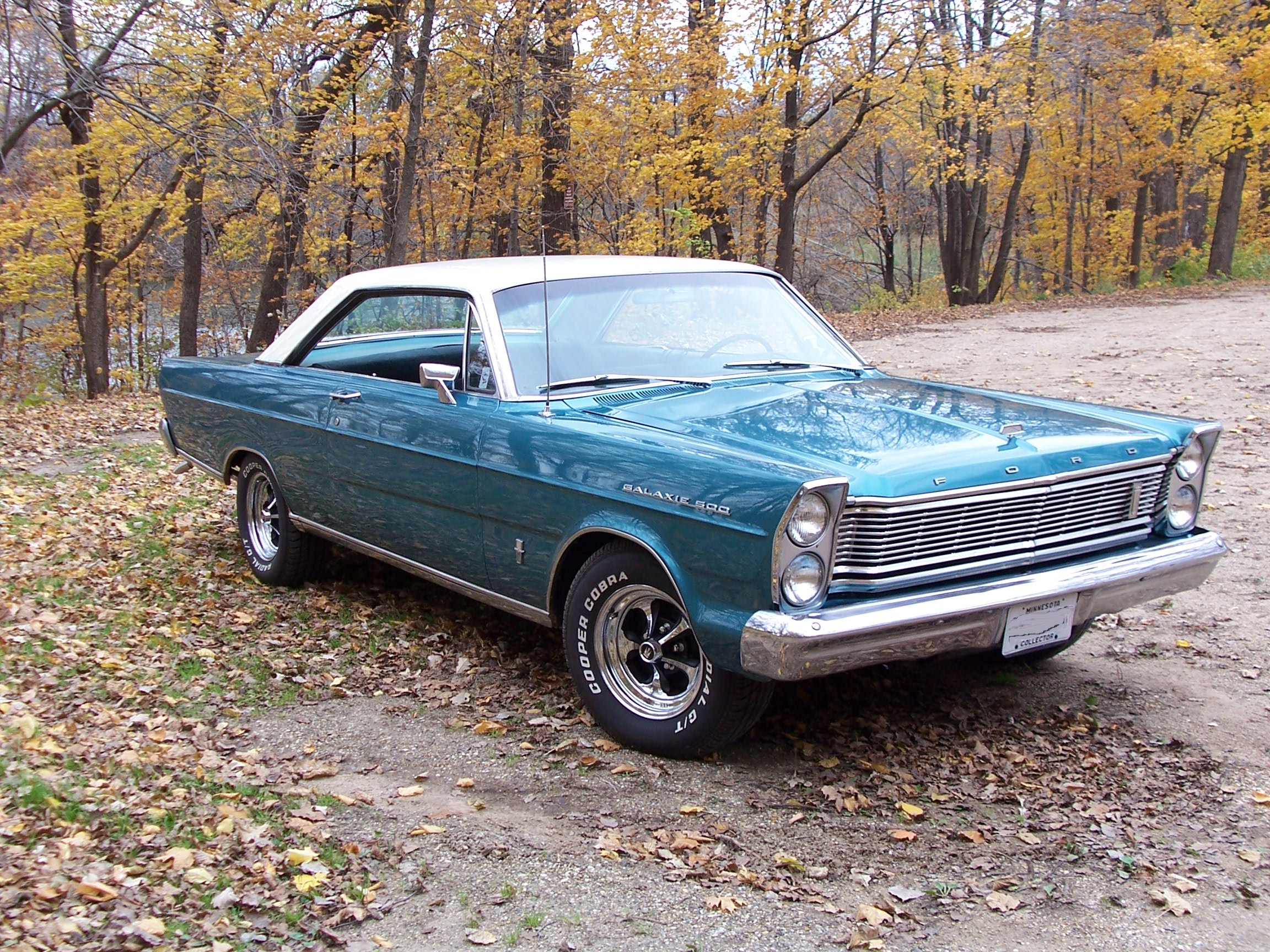
Ford Galaxie 500 2-deurs hardtop uit 1965

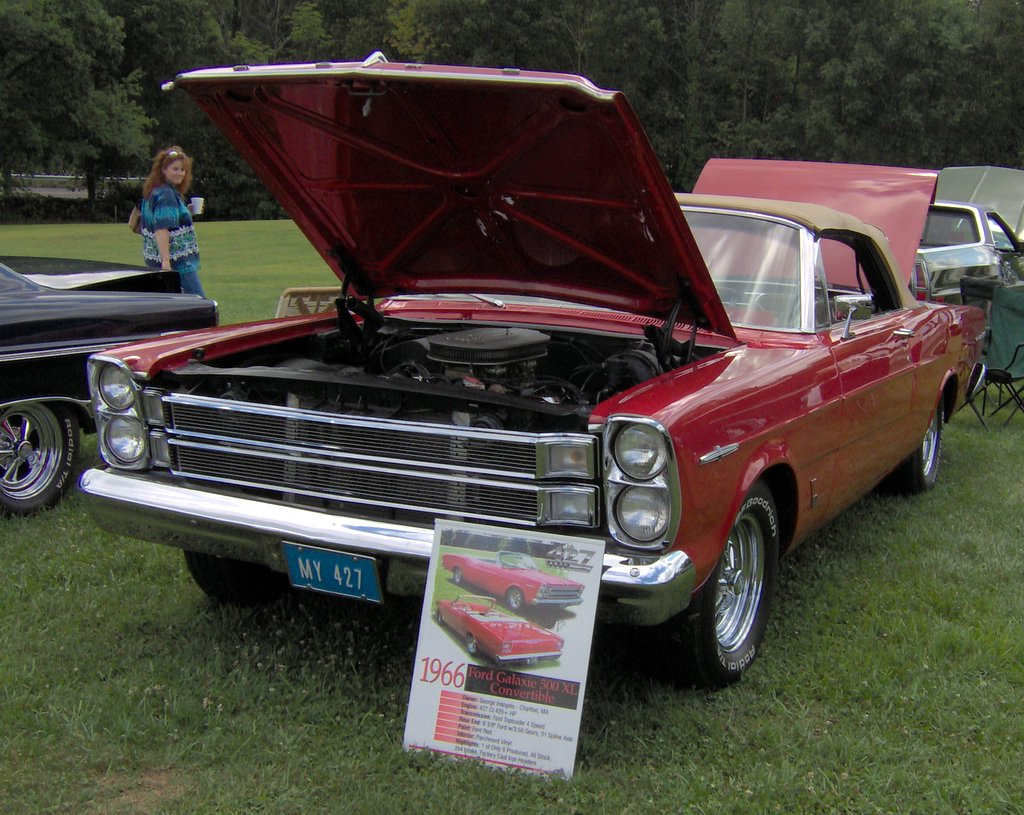
Ford Galaxie XL convertible uit 1966
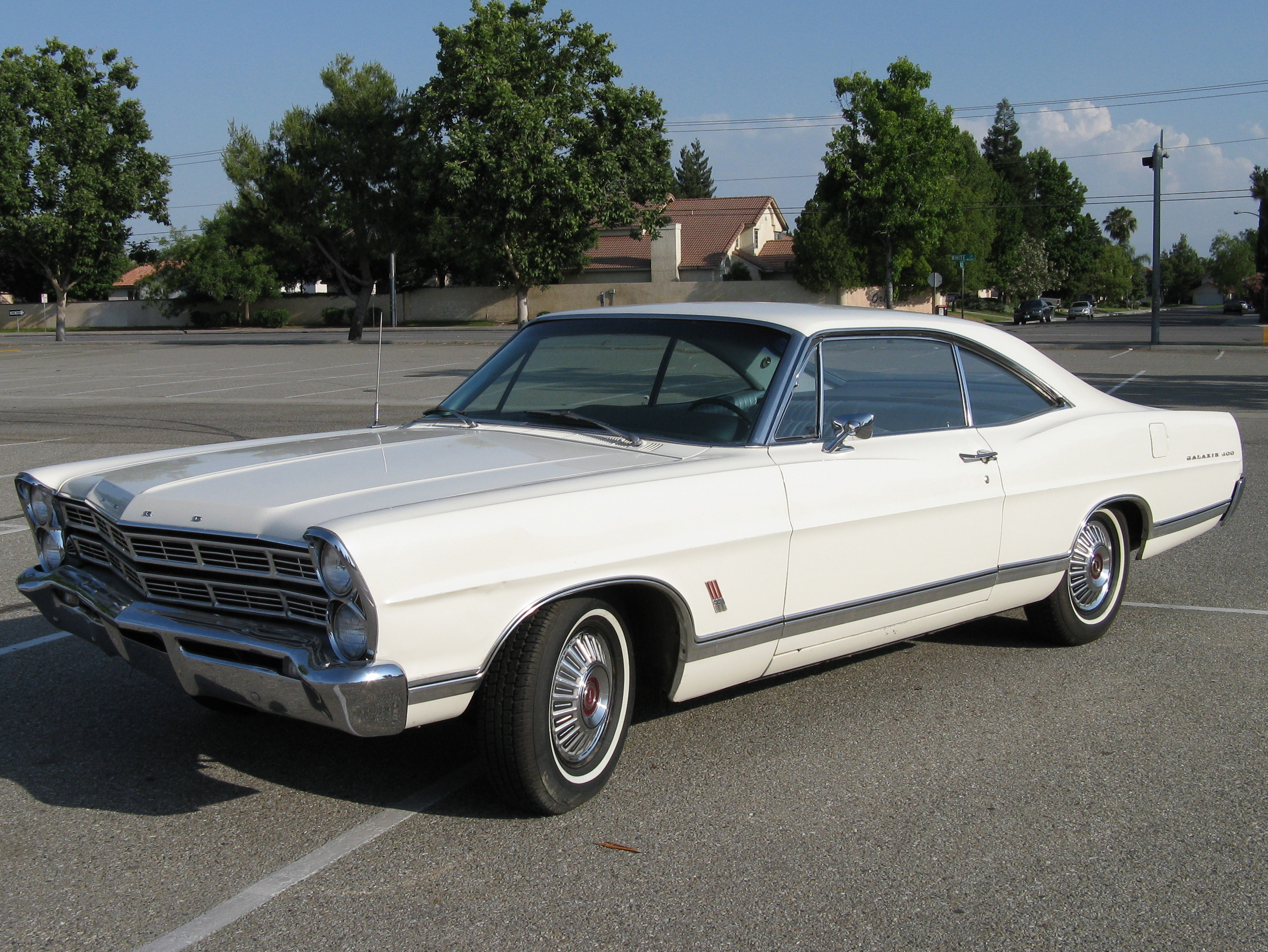
Ford Galaxie 500 2-deurs hardtop uit 1967